# Самурский национальный парк
Саму́рский национальный парк — государственный национальный парк на территории Республики Дагестан, Россия. Особо охраняемая природная территория.

## Общие сведения
Национальный парк создан постановлением Правительства Российской Федерации от 25 декабря 2019 года № 1839. Нацпарк находится в ведении Минприроды России и ФГБУ "Государственный заповедник «Дагестанский».
Общая площадь — 48 273 га.

## География парка
Территория национального парка включает в себя два кластера — равнинный «Дельта Самура» (10 134 га) и высокогорный «Шалбуздаг» (38 139 га). Расположен в бассейне реки Самур в Южном Дагестане, на территориях Ахтынского, Дербентского, Докузпаринского и Магарамкентского районов Республики Дагестан.
Приморский кластер «Дельта Самура» занимает большую часть дельты реки Самур. Он расположен на юго-востоке Дагестана, на территориях Дербентского и Магарамкентского районов, и включает Самурский лиановый лес и прилегающую к нему акваторию Каспийского моря.
Горный кластер «Шалбуздаг» располагается на северных склонах Главного Кавказского хребта и его отрогов, образующих Базардюзи-Шалбуздагское высокогорье. Расположен на территориях Докузпаринского и Ахтынского районов. Южная граница кластера совпадает с государственной границей России и Азербайджана.

### Функциональное зонирование
На территории Самурского национального парка установлен дифференцированный режим осуществления хозяйственной и иной деятельности путем выделения шести функциональных зон: заповедной, особо охраняемой, рекреационной, охраны объектов культурного наследия, традиционного экстенсивного природопользования и хозяйственного назначения.

## Геология
Территория Самурского национального парка, согласно схеме районирования Кавказа, относится к Восточному Кавказу. В соответствии со схемой физико-географического районирования Кавказа территория расположена в горной области Большого Кавказа, при этом кластер «Дельта Самура» относится к Дагестанской провинции, а кластер «Шалбуздаг» — к Восточной высокогорной провинции.

## Климат
Согласно схеме климатического районирования территория парка относится к Нижне-Самурскому району переходного климата от климата полупустынь умеренного пояса с мягкой зимой к климату степей субтропического пояса.
Климат Самурской бассейновой системы заметно меняется в зависимости от её высотного положения.
Горная зона характеризуется умеренно холодным климатом, предгорная — умеренно теплым с равномерным распределением осадков в течение всего года, а равнинная — засушливым климатом, присущим полупустыням и сухим степям. В течение всего года над территорией преобладает континентальный воздух умеренных широт.

## Флора и фауна
В настоящее время на территории парка зарегистрировано 1073 видов растений и 469 видов позвоночных животных. Отмечено более 50 видов растений, занесенных в Красные книги Дагестана и России: тис ягодный, лапина крылоплодная, берёза Радде, вавиловия прекрасная, нут маленький, ложнопузырчатка пальчатая, нектароскордум трехфутовый, плющ Пастухова и целый ряд орхидных — анакамптис пирамидальный, офрис кавказская, ятрышник болотный и др.
Здесь также зарегистрировано 34 вида насекомых, занесенных в Красную книгу Республики Дагестан — кавказская жужелица, венгерская жужелица, подалирий, махаон, аполлон, грушевая сатурния.
В устье Самура и прилегающих водах Каспия обитает больше десятка эндемичных и редких видов рыб: каспийская минога, предкавказская кумжа, узкорылая пугоголовка, южнокаспийская белоглазка, терский усач, усач булат-маи, предкавказская щиповка и др.